# Lamposaari (ö i Södra Savolax, Nyslott, lat 62,24, long 28,71)
Lamposaari är en ö i Finland. Den ligger i sjön Enonvesi och i kommunen Heinävesi i den ekonomiska regionen  Nyslotts ekonomiska region  och landskapet Södra Savolax, i den sydöstra delen av landet, 300 km nordost om huvudstaden Helsingfors. Öns största längd är 13 kilometer i sydöst-nordvästlig riktning.